# Trama (gravadora)
Trama é uma companhia brasileira fundada em 1998 por André Szajman e João Marcello Bôscoli. Atuante no mercado fonográfico, a empresa teve um papel relevante na cena musical dos anos 2000, revelando e promovendo artistas como Max de Castro, Luciana Mello, Otto, Wilson Simoninha, Fernanda Porto, DJ Marky, Rappin’ Hood e Cansei de Ser Sexy, muitos deles lançando seus discos de estreia pela gravadora.
A Trama foi uma das pioneiras no mercado de música digital no Brasil, desenvolvendo a plataforma Trama Virtual e projetos como o Download Remunerado e o Álbum Virtual, que ofereciam conteúdo musical gratuitamente ao público, com patrocínio de marcas.
Além de investir em novos talentos, a empresa também lançou novos trabalhos de nomes consagrados da Música Popular Brasileira, como Gal Costa, Baden Powell, Jair Rodrigues, Banda de Pífanos de Caruaru e Tom Zé, ampliando sua atuação no setor fonográfico.
A Trama também teve uma presença significativa na promoção de eventos musicais, produzindo e realizando shows e festivais ao longo dos anos.
Em 2006, lançou a Distribuidora Independente (DI), voltada para a comercialização e distribuição física de lançamentos de mais de 500 selos e gravadoras de menor porte. A DI teve impacto na cena musical independente ao ampliar a circulação de novos trabalhos fora do circuito das grandes gravadoras.
Na década de 2010, a empresa expandiu sua atuação para o ambiente digital, criando a TV Trama, um canal de transmissão ao vivo via YouTube. O projeto permitiu que mais de 1.100 artistas se apresentassem diretamente dos Estúdios Trama, espaço reconhecido pela sua infraestrutura técnica.
Em 2024, a Trama iniciou uma nova fase de suas operações, retomando atividades com o lançamento de um single inédito de Elis Regina, “Para Lennon e McCartney”. A gravação utilizou tecnologia de inteligência artificial para restaurar a voz da cantora a partir de arquivos de 1976, com novos arranjos musicais.
Além do resgate e digitalização de gravações históricas, essa nova etapa inclui a remasterização de seu acervo, o lançamento de artistas emergentes como Ina Arruda e João Sabiá, a produção do programa de rádio O Novo Sempre Vem e outras iniciativas voltadas para o fortalecimento da cena musical brasileira, algumas ainda em fase de produção e implementação.